# Municipio de Washington (condado de Delaware, Indiana)
El municipio de Washington (en inglés: Washington Township) es un municipio ubicado en el condado de Delaware, Indiana, Estados Unidos. Según el censo de 2020, tiene una población de 1849 habitantes.

## Geografía
El municipio de Washington se encuentra ubicado en las coordenadas 40°20′52″N 85°30′57″O / 40.34778, -85.51583. Según la Oficina del Censo de los Estados Unidos, el municipio tiene una superficie total de 91.9 km², de la cual 91.5 km² corresponden a tierra firme y 0.4 km² es agua.

## Demografía
Según el censo de 2010, había 2027 personas residiendo en el municipio de Washington. La densidad de población era de 22,05 hab./km². De los 2027 habitantes, el municipio de Washington estaba compuesto por el 98.22% blancos, el 0.1% eran afroamericanos, el 0.05% eran amerindios, el 0.1% eran asiáticos, el 0.05% eran isleños del Pacífico, el 0.35% eran de otras razas y el 1.13% pertenecían a dos o más razas. Del total de la población el 1.58% eran hispanos o latinos de cualquier raza.